# St. Leonhard (Steinhausen)
Die römisch-katholische Filialkirche St. Leonhard ist ein Baudenkmal in Steinhausen, Gemeinde Erlbach, im Landkreis Altötting.

## Geschichte
Die heutige Kirche steht auf dem Burgstall des Herrensitzes eines um 1180 urkundlich erwähnten Adelsgeschlechts Steinhusen. Die Ursprünge der Kirche gehen vermutlich auf die Burgkapelle zurück. Der heutige Turm wurde wohl noch im 14. Jahrhundert errichtet. Langhaus und Chor wurde laut dendrochronologischer Datierung um das Jahr 1421 erbaut. Die Weihe des Altars erfolgte am 5. November 1430 durch den Bischof von Salona. Es entwickelte sich schnell eine blühende Wallfahrt zu der Kirche. Noch heute findet ein jährlicher Leonhardiumritt nach Steinhausen statt. Das Gotteshaus wurde 1983 bis 1986 renoviert. Im Jahr 2010 erfolgte eine vollständige Außenrenovierung und teilweise Erneuerung des Dachstuhls. Die Kirche gehört zum Pfarreienverband Reischach.

## Baubeschreibung
Der westliche Turm des gotischen Backsteinbaus hat ein Satteldach. Der einjochige Chor mit Fünfachtelschluss ist außen mit dreifach gestuften Strebepfeilern versehen. Innen finden sich Wandpfeilervorlagen mit Schildbögen und Netzgewölbe. Das Langhaus ist dreijochig mit kräftig gefasten Vierkantdiensten. Die verputzte, hölzerne Flachdecke geht in weite Stichkappen über. An der Rückwand der Kirche fand sich eine inzwischen vermauerte Öffnung, die zu einem unterirdischen Gang führte. Die Kirche umgürtet eine 80 Meter lange Eisenkette, ein Verweis auf den volkstümlichen Leonhardkult.

## Ausstattung

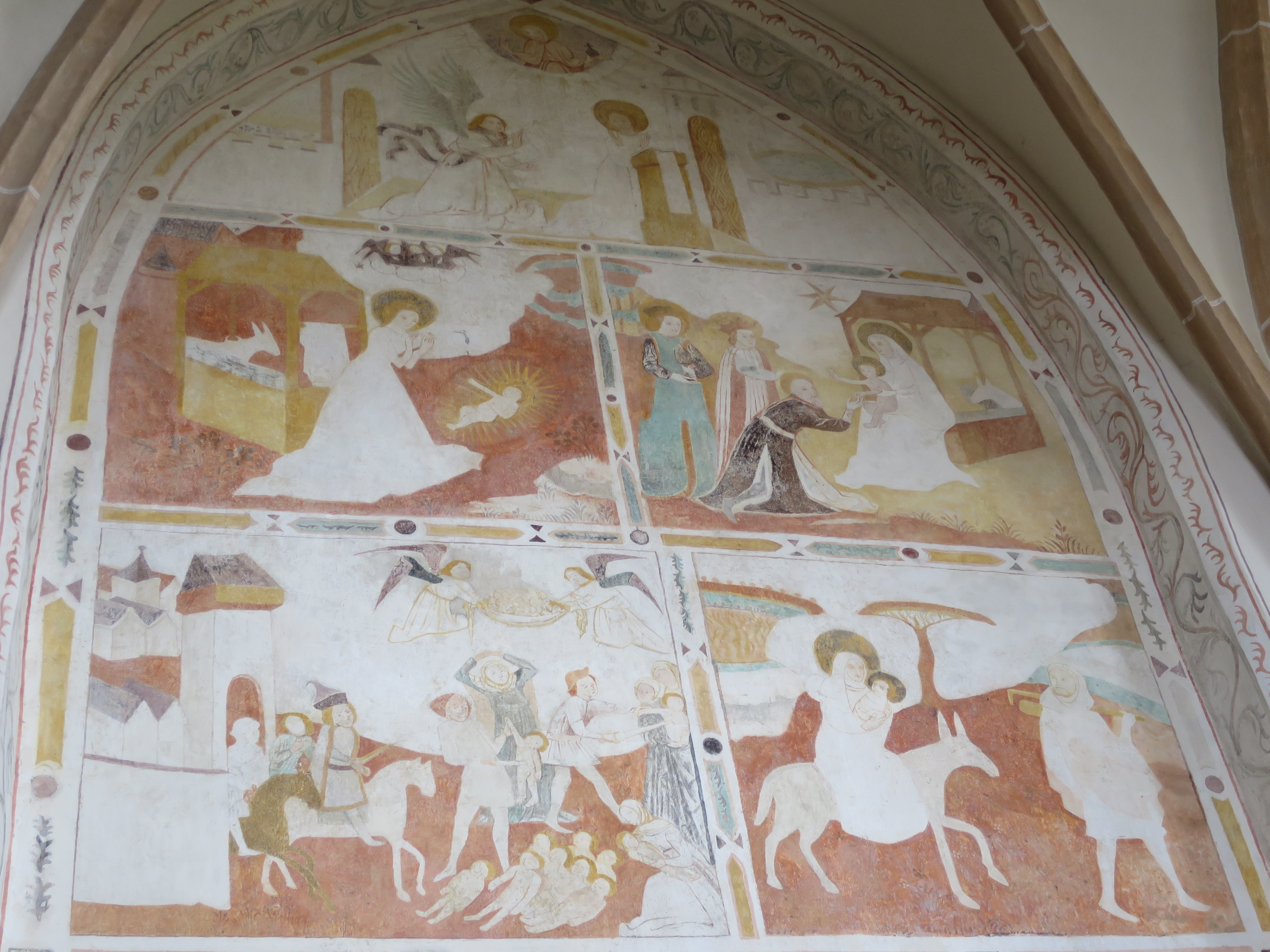
Chorfresken

Die Fresken aus der Bauzeit zeigen im Chor einen Felderzyklus mit Verkündigung, Geburt, Anbetung, Kindermord in Bethlehem und Flucht nach Ägypten. Im Langhaus findet sich eine Christophorus-Figur in voller Raumhöhe, spätestens aus dem 16. Jahrhundert. Darunter wurden bei der Restaurierung 1982 eine noch ältere Darstellung des gleichen Motivs gefunden. Der Hochaltar aus dem Jahre 1640 wurde später mit Durchgängen überarbeitet. Das Altarblatt zeigt über dem knienden heiligen Abt Leonhard und der heiligen Katharina die Krönung Mariens. Im Predellengemälde ist die ehemalige Burg Steinhausen abgebildet. Die Altarfiguren aus dem 17. Jahrhundert stellen die Heiligen Wolfgang und Nikolaus dar. Die kleinen Reiterfiguren über den Durchgängen die Heiligen Martin und Georg. Die Seitenaltäre sind aus dem Anfang des 18. Jahrhunderts und zeigen links die heilige Anna mit Maria und Joachim und rechts die Taufe im Jordan. Die Figuren sind aus der Mitte des 18. Jahrhunderts; die des heiligen Nikolaus am südlichen Seitenaltar ist aus dem Ende des 15. Jahrhunderts. Die Kanzel aus dem Jahre 1763 ist neugotisch überfasst. Der großformatige, auf Leinen gemalte Kreuzweg aus der zweiten Hälfte des 18. Jahrhunderts stammt ursprünglich von St. Jakob in Burghausen und gelangte 1860 durch Kauf nach Steinhausen. Er wird Johann Nepomuk della Croce zugeschrieben. Die Orgel ist aus der zweiten Hälfte des 19. Jahrhunderts.